# Eccellenza Emilia-Romagna 1993-1994
Il campionato italiano di calcio di Eccellenza regionale 1993-1994 è stato il terzo organizzato in Italia. Rappresenta il sesto livello del calcio italiano.
Questo è il campionato regionale della regione Emilia-Romagna.

## Girone A

### Squadre partecipanti
| Squadra                   | Città (provincia)       |
| ------------------------- | ----------------------- |
| A.C. Collecchio           | Collecchio (PR)         |
| U.S. Correggese           | Correggio (RE)          |
| U.S. Fabbrico             | Fabbrico (RE)           |
| A.S. Guastalla            | Guastalla (RE)          |
| U.S. Novese               | Novi di Modena (MO)     |
| A.C. Rolo                 | Rolo (RE)               |
| A.S. Sammartinese         | San Martino in Rio (RE) |
| A.C. Sassolese S. Giorgio | Sassuolo (MO)           |
| A.S. Terme Monticelli     | Monticelli Terme (PR)   |
| A.S. Termolan Bibbiano    | Bibbiano (RE)           |
| U.C. Viadana              | Viadana (MN)            |
| U.S. Vignolese            | Vignola (MO)            |
| U.S. Virtus Roteglia      | Castellarano (RE)       |
| A.S. Vis San Prospero     | San Prospero (MO)       |
| A.S. Voltese              | Volta Mantovana (MN)    |

### Classifica finale
|  | Pos. | Squadra              | Pt | G  | V  | N  | P  | GF | GS | DR  |
|  | ---- | -------------------- | -- | -- | -- | -- | -- | -- | -- | --- |
|  | 1.   | Sassolese S. Giorgio | 45 | 30 | 18 | 9  | 3  | 50 | 26 | +24 |
|  | 2.   | Collecchio           | 42 | 30 | 16 | 10 | 4  | 50 | 22 | +28 |
|  | 3.   | Correggese           | 41 | 30 | 15 | 11 | 4  | 53 | 27 | +26 |
|  | 4.   | Iperzola Ponte Ronca | 39 | 30 | 16 | 7  | 7  | 52 | 33 | +19 |
|  | 5.   | Viadana              | 33 | 30 | 11 | 11 | 8  | 51 | 35 | +16 |
|  | 6.   | Voltese              | 32 | 30 | 11 | 10 | 9  | 30 | 35 | -5  |
|  | 7.   | Rolo                 | 29 | 30 | 6  | 17 | 7  | 30 | 30 | 0   |
|  | 8.   | Vis San Prospero     | 28 | 30 | 7  | 14 | 9  | 21 | 23 | -2  |
|  | 9.   | Termolan Bibbiano    | 28 | 30 | 7  | 14 | 9  | 24 | 28 | -4  |
|  | 10.  | Virtus Roteglia      | 28 | 30 | 8  | 12 | 10 | 22 | 29 | -7  |
|  | 11.  | Novese               | 27 | 30 | 7  | 13 | 10 | 25 | 33 | -8  |
|  | 12.  | Sammartinese         | 26 | 30 | 6  | 14 | 10 | 35 | 41 | -6  |
|  | 13.  | Vignolese            | 25 | 30 | 5  | 15 | 10 | 33 | 39 | -6  |
|  | 14.  | Terme Monticelli     | 24 | 30 | 6  | 12 | 12 | 28 | 44 | -16 |
|  | 15.  | Guastalla            | 17 | 30 | 3  | 11 | 16 | 15 | 47 | -32 |
|  | 16.  | Fabbrico             | 16 | 30 | 3  | 10 | 17 | 16 | 43 | -27 |

Verdetti
- Sassolese e Collecchio promosse in C.N.D.
- Monticelli Terme, Guastalla e Fabbrico retrocedono in Promozione.

## Girone B

### Squadre partecipanti
| Squadra               | Città (provincia)             |
| --------------------- | ----------------------------- |
| A.C. Bagnacavallo     | Bagnacavallo (RA)             |
| A.C. Boca             | Bologna (BO)                  |
| F.C. Casumaro         | Casumaro (FE)                 |
| A.C. Cattolica        | Cattolica (RN)                |
| A.C. Cervia           | Cervia (RA)                   |
| A.S. Imola Calcio     | Imola (BO)                    |
| Pol. Libertas Argile  | Castello d'Argile (BO)        |
| A.C. Masi Torello     | Masi Torello (FE)             |
| A.C. Massalombarda    | Massa Lombarda (RA)           |
| Pol. Molinella        | Molinella (BO)                |
| Pol. Ozzanese         | Ozzano dell'Emilia (BO)       |
| U.P. Pianorese        | Pianoro (BO)                  |
| A.C. Sammaurese       | San Mauro Pascoli (FC)        |
| S.S. Sampierana       | San Piero in Bagno (FC)       |
| A.S. Santarcangiolese | Santarcangelo di Romagna (RN) |
| S.S. Savignanese      | Savignano sul Rubicone (FC)   |

### Classifica finale
|  | Pos. | Squadra          | Pt | G  | V  | N  | P  | GF | GS | DR  |
|  | ---- | ---------------- | -- | -- | -- | -- | -- | -- | -- | --- |
|  | 1.   | Imola            | 48 | 30 | 20 | 8  | 2  | 62 | 11 | +51 |
|  | 2.   | Boca             | 39 | 30 | 12 | 15 | 3  | 41 | 18 | +23 |
|  | 3.   | Casumaro         | 35 | 30 | 12 | 11 | 7  | 35 | 33 | +2  |
|  | 4.   | Ozzanese         | 34 | 30 | 10 | 14 | 6  | 32 | 23 | +9  |
|  | 5.   | Cattolica        | 33 | 30 | 11 | 11 | 8  | 37 | 44 | -7  |
|  | 6.   | Santarcangiolese | 31 | 30 | 11 | 9  | 10 | 30 | 31 | -1  |
|  | 7.   | Cervia           | 30 | 30 | 11 | 18 | 11 | 45 | 31 | +14 |
|  | 8.   | Massalombarda    | 30 | 30 | 8  | 14 | 8  | 29 | 28 | +1  |
|  | 9.   | Bagnacavallo     | 30 | 30 | 7  | 16 | 7  | 25 | 27 | -2  |
|  | 10.  | Savignanese      | 28 | 30 | 10 | 8  | 12 | 28 | 28 | 0   |
|  | 11.  | Masi Torello     | 28 | 30 | 9  | 10 | 11 | 37 | 41 | -4  |
|  | 12.  | Libertas Argile  | 28 | 30 | 9  | 10 | 11 | 30 | 39 | -9  |
|  | 13.  | Pianorese        | 27 | 30 | 6  | 15 | 9  | 29 | 32 | -3  |
|  | 14.  | Sampierana       | 25 | 30 | 8  | 9  | 13 | 27 | 39 | -12 |
|  | 15.  | Sammaurese       | 22 | 30 | 4  | 14 | 12 | 23 | 37 | -14 |
|  | 16.  | Molinella        | 12 | 30 | 1  | 10 | 19 | 27 | 75 | -48 |

Verdetti
- Imola promosso in C.N.D.
- Sampierana, Sammaurese e Molinella retrocedono in Promozione.